# Peringueyimyia capensis
Peringueyimyia capensis är en tvåvingeart som beskrevs av Jacques-Marie-Frangile Bigot 1886. Peringueyimyia capensis ingår i släktet Peringueyimyia och familjen svävflugor. Inga underarter finns listade i Catalogue of Life.